# Entre Ríos tartomány
Entre Ríos (nevének jelentése: folyók között) egyike Argentína 23 tartományának.

## Földrajz
Az ország keleti részén helyezkedik el. Nyugaton a Paraná, keleten az Uruguay folyó határolja. Területét északon, valamint keleti és nyugati határán erdős hegygerincek szabdalják. A tartomány délen a Paraná-deltáig, illetve a Río de la Plata északnyugati részéig nyúlik.

## Története
1520-ban érkeztek ide a spanyolok, akik az Uruguay folyón hajóztak felfelé a Csendes-óceánt keresve.
A tartományban az első állandó spanyol település a 16. század végén keletkezett, de még nagyon sokáig ismeretlenek maradtak a folyótól távolabbi területek, ahol továbbra is indiánok éltek.
1853-ban Buenos Aires tartomány kivételével gyűlést tartottak az argentin tartományok és megalapították az Argentin Konföderációt. A Konföderáció fővárosa Entre Ríos tartomány székhelye, Paraná lett, első elnöke pedig Justo José de Urquiza, a helyi caudillo (vezető). Urquiza országos szerepe sikertelen maradt, de még sokáig tartományi kormányzó volt. Támogatta a bevándorlást, amelynek eredményeként sok mezőgazdasági település keletkezett európai eredetű lakosokkal. Főleg volgai németek jöttek, valamint oroszok (ideértve az orosz zsidókat és a lengyeleket is), olaszok, svájciak és franciák.
Az 1903-as népszámlálás szerint a tartománynak 425 373 lakosa volt, közülük 153 067 bevándorló.[forrás?] A 2004-es adatok szerint a tartomány lakosainak száma 1 199 187 fő, míg 2010-ben már 1 235 994 fő volt.

## Közigazgatás

### Kormányzók
- 2007-től – Sergio Urribarri

### Megyék
A tartomány 17 megyéből áll:
|  | 1. Colón (Colón) 2. Concordia (Concordia) 3. Diamante (Diamante) 4. Federación (Federación) 5. Federal (Federal) 6. Gualeguay (Gualeguay) 7. Gualeguaychú (Gualeguaychú) 8. Islas del Ibicuy (Villa Paranacito) 9. La Paz (La Paz) 10. Nogoyá (Nogoyá) 11. Paraná (Paraná) 12. San José de Feliciano (San José de Feliciano) 13. San Salvador (San Salvador) 14. Tala (Rosario del Tala) 15. Uruguay (Concepción del Uruguay) 16. Victoria (Victoria) 17. Villaguay (Villaguay) |

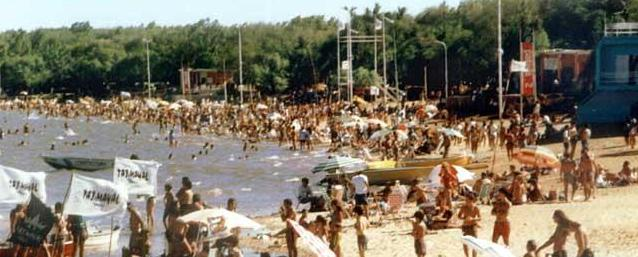
Pelay part

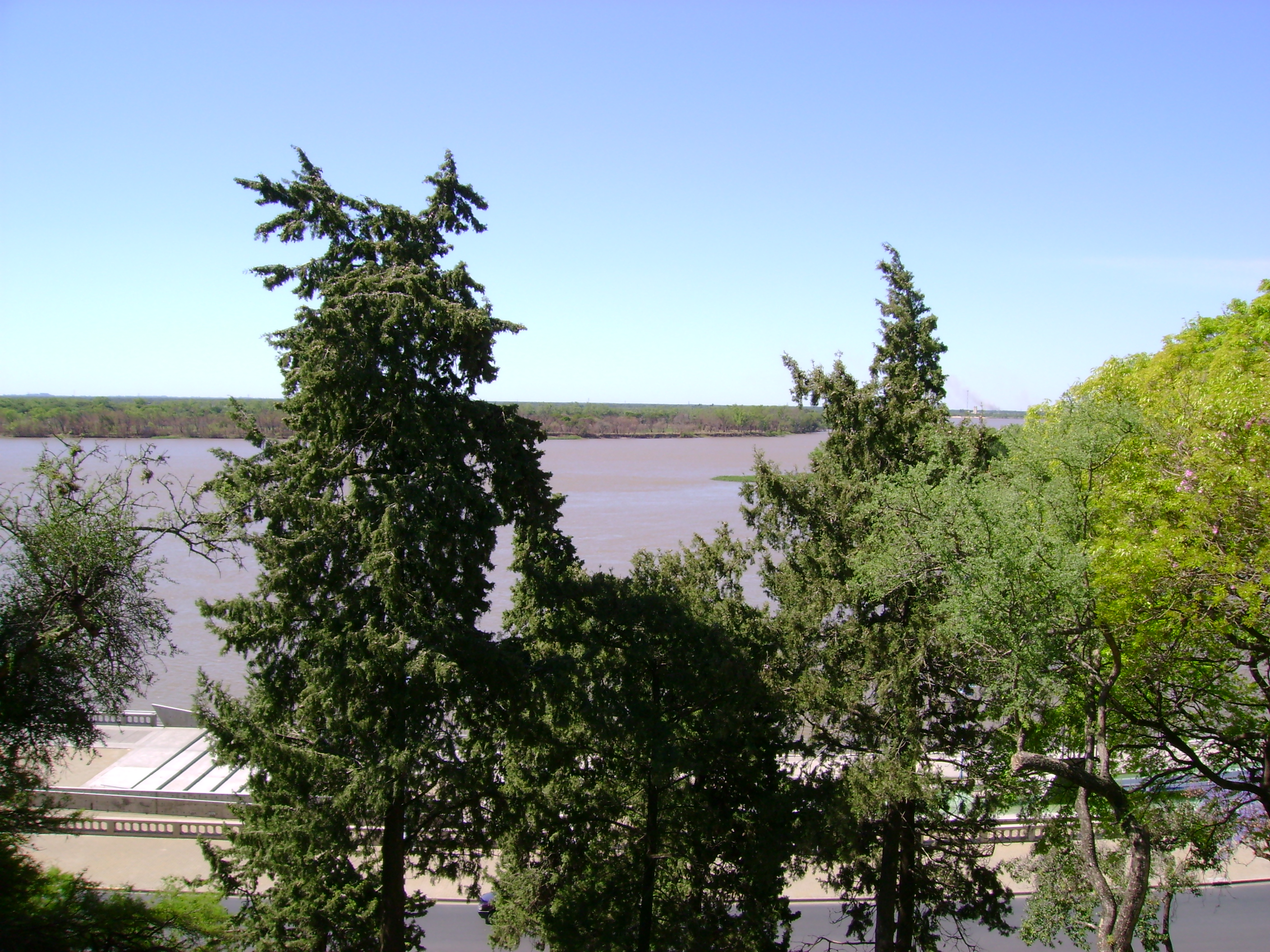
Paraná folyó

## Turizmus, látnivalók
- Forclaz-malom – 19. század végi műemlék szélmalom, múzeum